# Живи быстро, умри молодым (альбом)
«Живи быстро, умри молодым» — пятый сольный альбом Карандаша, выпущенный 18 ноября 2010 года под лейблом RAP Recordz при поддержке «Монолит Рекордс».

## Критика
Положительную оценку дал обозреватель журнала «Афиша» Александр Горбачёв. Он пишет, что Карандаш «самый талантливый продюсер во всем русском рэп-мейнстриме». Были позитивно оценены аранжировки альбома, а также лирика, которую автор назвал музыкой среднего класса. В целом, журналист отметил, что альбом «качает». Также изданием альбом был назван в числе лучших релизов 2010 года в категории «Русская речь».
Также положительно альбом был оценен на сайте «Rap.Ru». Андрей Никитин пишет, что Карандаш записал, видимо, лучший альбом в своей карьере. По мнению журналиста, на пластинке как никогда много сильных, мелодичных, с умом и чувством сконструированных песен.
Альбом «Живи быстро, умри молодым» был признан альбомом года по версии экспертов сайта keep-it-real.ru, кроме того, благодаря участию в песне «Я хочу стать звездой», малоизвестный рэпер Rokki Roketto был назван «Восходящей звездой года».

## Список композиций
| №   | Название                                              | Музыка           | Длительность |
| --- | ----------------------------------------------------- | ---------------- | ------------ |
| 1.  | «Интро» (feat. Lenin)                                 | Карандаш         | 2:36         |
| 2.  | «Я это...»                                            | Карандаш         | 3:37         |
| 3.  | «Не даю поводов сомневаться» (feat. Lenin)            | Карандаш         | 2:50         |
| 4.  | «Я раздам долги!»                                     | Карандаш         | 3:49         |
| 5.  | «Время» (feat. Лёша Маэстро & Maestro A-Sid)          | Карандаш, Shaman | 3:32         |
| 6.  | «Песня за которую убил бы» (feat. Координаты Счастья) | Карандаш, Shaman | 3:39         |
| 7.  | «Счастливый сын»                                      | Карандаш, Shaman | 3:09         |
| 8.  | «Когда я умру»                                        | Карандаш, Shaman | 4:28         |
| 9.  | «Поцелуй» (feat. Lenin)                               | Карандаш         | 3:29         |
| 10. | «Лети на йух»                                         | Карандаш         | 2:49         |
| 11. | «Песня про наркотики»                                 | Карандаш, Shaman | 3:16         |
| 12. | «Я хочу стать звездой» (feat. Варчун и Rokki Roketto) | Карандаш         | 4:19         |
| 13. | «Жизнь даёт под зад»                                  | Карандаш         | 3:42         |
| 14. | «Все любят родину» (feat. Lenin)                      | Карандаш         | 4:09         |
| 15. | «Настоящий гангстер»                                  | Shaman           | 3:23         |
| 16. | «Трасса» (feat. L-Tune)                               | Карандаш, Shaman | 4:37         |
| 17. | «Живи быстро, умри молодым»                           | Карандаш         | 4:44         |

Бонус-треки
| №   | Название                       | Музыка   | Длительность |
| --- | ------------------------------ | -------- | ------------ |
| 18. | «Иностранец» (feat. Pans)      | Карандаш | 3:11         |
| 19. | «Люблю» (feat. Lenin)          | Карандаш | 3:04         |
| 20. | «Моя вера» (feat. Мо)          | Карандаш | 3:24         |
| 21. | «В хип-хопе любят всё большое» | Карандаш | 2:41         |

## Клипы
- «Все любят родину» (при уч. Lenin)
- «Жизнь даёт под зад»
- «Я раздам долги»